# Reinhold Bichler
Reinhold Bichler (* 19. Jänner 1947 in Innsbruck) ist ein österreichischer Althistoriker.

## Leben
Nach der Matura in seiner Heimatstadt Innsbruck 1965, die er mit Auszeichnung ablegte, studierte er an der Universität Innsbruck von 1966 bis 1974 Alte Geschichte, Geschichte und Philosophie. Zwischen 1973 und 1974 wirkte er als Universitätslektor am Institut für Alte Geschichte in Innsbruck. Im Jänner 1974 wurde er mit der Dissertation „Kritische Beiträge zum Problem der Geschichtsdarstellung in Schulbüchern“ sub auspiciis promoviert und zum Universitäts-Assistenten ernannt. 1980 folgte seine Habilitation mit der Schrift „Hellenismus. Geschichte und Problematik eines Epochenbegriffs“. 1982 wurde er in Innsbruck als Nachfolger seines Lehrers Franz Hampl zum ordentlichen Professor für Alte Geschichte und Vergleichende Geschichtswissenschaft ernannt. Von 1991 bis 1992 war er Prodekan der Geisteswissenschaftlichen Fakultät. 2013 wurde er emeritiert.
Bichler ist korrespondierendes Mitglied des Deutschen Archäologischen Instituts und der Österreichischen Akademie der Wissenschaften.
Bichler befasst sich mit antiker Geschichtsschreibung und Ethnographie, insbesondere mit Herodot, sowie mit Ideengeschichte im Altertum, vor allem mit antiken Utopien und ihrer Rezeption. Außerdem widmet er sich der Theorie und Geschichte der Geschichtswissenschaft. Derzeit arbeitet er am zweiten Band der „Geschichte der antiken Utopie“ und an Studien zur griechischen Historiographie, besonders zu Ktesias und Berossos.
Seit 1973 ist er verheiratet.

## Schriften (in Auswahl)
- Historiographie – Ethnographie – Utopie. Gesammelte Schriften, hrsg. von Robert Rollinger und anderen:
  - Band 1: Studien zu Herodots Kunst der Historie (= Philippika. Marburger altertumskundliche Abhandlungen. Band 18,1). Harrassowitz, Wiesbaden 2007, ISBN 978-3-447-05616-8.
  - Band 2: Studien zur Utopie und der Imagination fremder Welten (= Philippika. Marburger altertumskundliche Abhandlungen. Band 18,2). Harrassowitz, Wiesbaden 2008, ISBN 978-3-447-05857-5.
  - Band 3: Studien zur Wissenschafts- und Rezeptionsgeschichte (= Philippika. Marburger altertumskundliche Abhandlungen. Band 18,3). Harrassowitz, Wiesbaden 2010, ISBN 978-3-447-06145-2.
  - Band 4: Studien zur griechischen Historiographie (= Philippika. Marburger altertumskundliche Abhandlungen. Band 18,4). Harrassowitz, Wiesbaden 2016, ISBN 978-3-447-10607-8.
- Herodots Welt. Der Aufbau der Historie am Bild der fremden Länder und Völker, ihrer Zivilisation und ihrer Geschichte. Akademie-Verlag, 2., unveränderte Auflage, Berlin 2001, ISBN 3-05-003429-7.
- zusammen mit Robert Rollinger: Herodot (= Studienbücher Antike. Band 3). 2. Auflage, Olms, Hildesheim u. a. 2001, ISBN 3-487-10931-X.
- Geschichte der antiken Utopie. Band 1: Von der Insel der Seligen zu Platons Staat (= Alltag und Kultur im Altertum. Band 3). Böhlau, Wien u. a. 1995, ISBN 3-205-98011-5.
- „Hellenismus“. Geschichte und Problematik eines Epochenbegriffs (= Impulse der Forschung. Band 41). Wissenschaftliche Buchgesellschaft, Darmstadt 1983, ISBN 3-534-08801-8.